# Jasmonat
Jasmonat (JA) og dets derivater er lipidbaserede plantehormoner, der regulerer en lang række processer i planter, lige fra vækst og fotosyntese til reproduktiv udvikling. JA'er er især kritiske for abiotiske og biotiske udfordringer, såsom plantens forsvar mod planteædere og dens reaktion på dårlige miljøforhold .
Nogle JA'er kan frigives som flygtige organiske forbindelser, hvilket tillader kommunikation mellem planter i forbindelse med gensidige farer .

## Funktion
Selvom JA regulerer mange forskellige processer i planten, er dens rolle i forbindelse med sår den bedst forståede. Efter at planten er blevet udsat for mekanisk såring eller planteædere, aktiveres JA-biosyntesen hurtigt, hvilket fører til ekspressionen af de passende responsgener.
Et andet indirekte resultat af JA-signalering er den flygtige udledelse af JA-afledte forbindelser. Generelt kan denne udledelse opregulere JA-biosyntesen og cellesignalering, hvilket påvirker planter i nærheden til at forstærke deres forsvar mod planteædere.
JA'er er også involveret i celledød og ælde (engelsk: senescence). Her kan JA interagere med mange kinaser og transkriptionsfaktorer som er forbundet med senescence. JA kan også inducere mitokondriel død ved at fremkalde akkumulering af reaktive iltforbindelser (ROS'er). Disse forbindelser forstyrrer mitokondriemembranen og kompromitterer cellen ved at forårsage apoptose, også kaldet programmeret celledød. JA'ers roller i disse processer antyder metoder, hvormed planten forsvarer sig mod biotiske udfordringer og begrænser spredningen af infektioner .
Selvom JA er kritisk for sårrespons i planter, er det ikke den eneste signalvej, der formidler forsvar. For at opbygge et optimalt og effektivt forsvar, er det nødvendigt at de forskellige forsvarsveje i planter, er i stand til at arbejde sammen, for at forsvaret mod abiotiske og biotiske udfordringer kan finjusteres og specificeres.
Et af de bedst undersøgte eksempler på at JA reagerer sammen med en anden forsvarsvej forekommer i forbindelse med salicylsyre (SA). SA formidler forsvar mod patogener ved at inducere både ekspression af patogenese-relaterede gener og systemisk erhvervet resistens, hvor hele planten opnår resistens mod et patogen efter lokal eksponering for det.

Denne artikel er helt eller delvist baseret på materiale fra den engelsksprogede Wikipedia.